# Usson-du-Poitou
Usson-du-Poitou ist eine französische Gemeinde mit 1.226 Einwohnern (Stand: 1. Januar 2022) im Département Vienne in der Region Nouvelle-Aquitaine. Sie gehört zum Arrondissement Montmorillon und zum Kanton Lussac-les-Châteaux (bis 2015: Kanton Gençay). Die Einwohner werden Ussonnais genannt.

## Geographie
Usson-du-Poitou liegt etwa 36 Kilometer südsüdöstlich von Poitiers am Clouère. Umgeben wird Usson-du-Poitou von den Nachbargemeinden Saint-Secondin im Norden und Nordwesten, Bouresse im Norden und Nordosten, Queaux im Osten, Le Vigeant im Südosten, Saint-Martin-l’Ars im Süden, Payroux im Südwesten sowie Château-Garnier im Westen und Südwesten.

## Bevölkerungsentwicklung
| Jahr                      | 1962 | 1968 | 1975 | 1982 | 1990 | 1999 | 2006 | 2013 |
| Einwohner                 | 1822 | 1680 | 1437 | 1374 | 1439 | 1367 | 1326 | 1301 |
| Quelle: Cassini und INSEE |      |      |      |      |      |      |      |      |

## Sehenswürdigkeiten

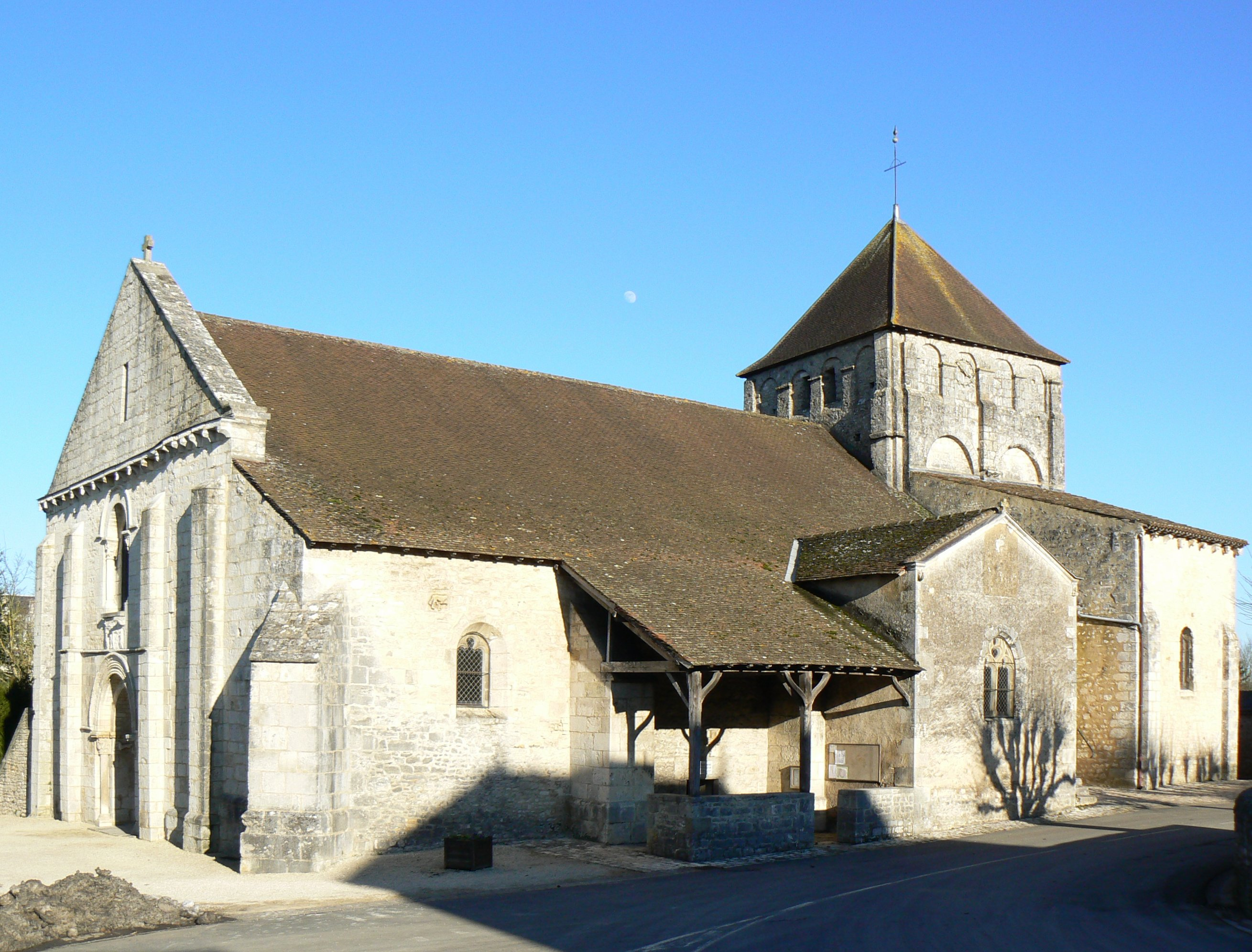
Kirche Saint-Pierre-Saint-Paul

Siehe auch: Liste der Monuments historiques in Usson-du-Poitou
- Kirche Saint-Pierre-Saint-Paul aus dem 11. Jahrhundert, seit 1907 Monument historique
- Schloss Badevillain aus dem 18. Jahrhundert
- Haus La Guéronnière aus dem 17. Jahrhundert, seit 2009 Monument historique

## Persönlichkeiten
- Paul Winter (1906–1992), Leichtathlet (Diskus)